# 卡利諾夫尼克
51°5′1″N 25°2′48″E / 51.08361°N 25.04667°E
卡利諾夫尼克（烏克蘭語：Калиновник），是烏克蘭的村落，位於該國西部沃倫州，由科韋利區負責管轄，面積0.02平方公里，海拔高度181米，2001年人口44，人口密度每平方公里2,750人。